# Bob Johnson (Rennfahrer)

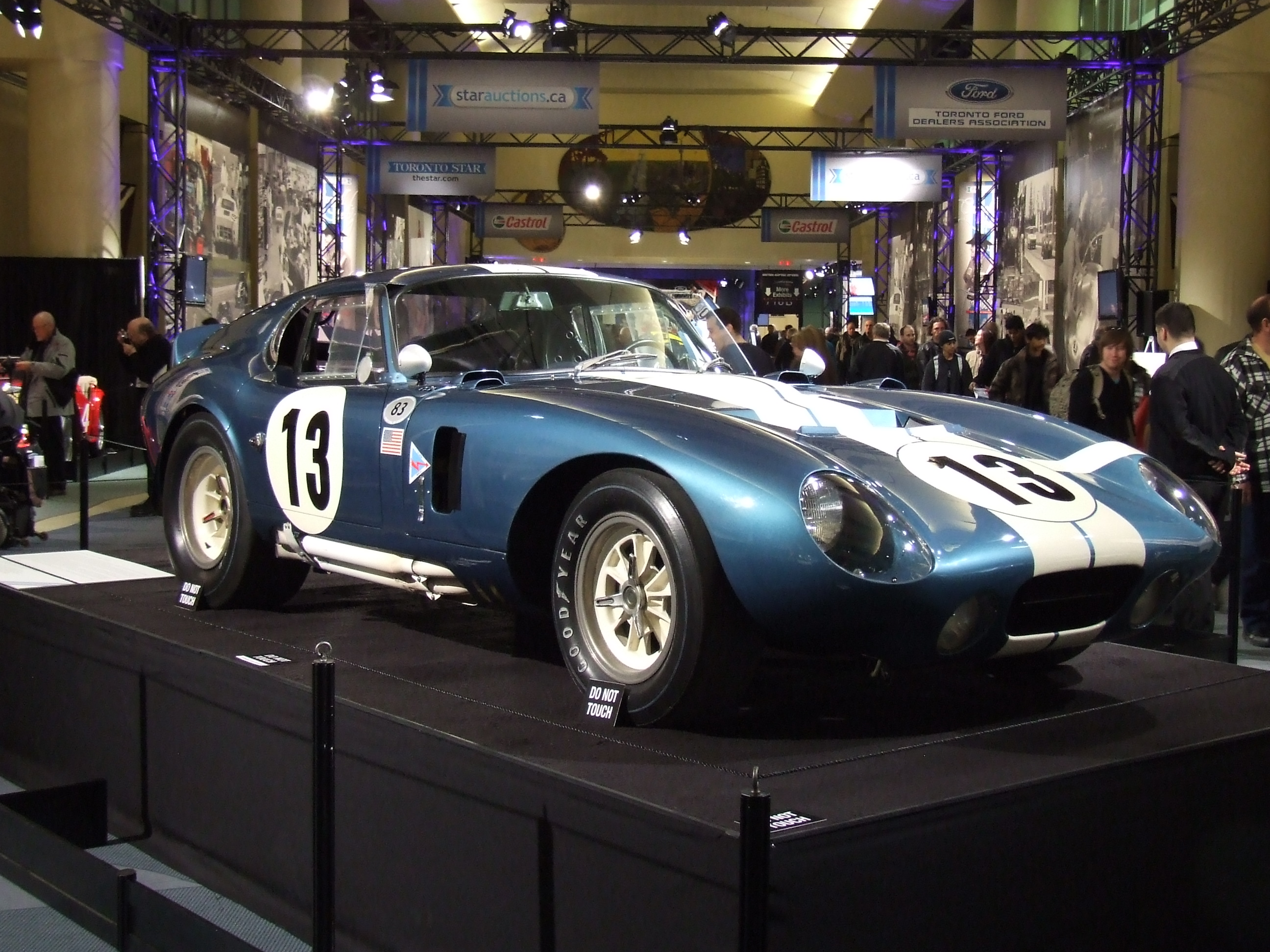
Der Shelby Daytona, mit dem Jo Schlesser, Bob Johnson und Harold Keck den zweiten Rang beim 2000-km-Rennen von Daytona 1965 erreichten

Robert Lyle „Columbus Bob“ Johnson (* 19. Februar 1927 in Columbus; † 16. Oktober 2008 ebenda) war ein US-amerikanischer Autorennfahrer.

## Karriere
Bob Johnson war mehr als drei Jahrzehnte als Fahrer aktiv und galt in den Vereinigten Staaten als Independent Driver, der die meisten Rennen mit selbst gemeldeten Rennwagen bestritt. Nach ersten Erfolgen in Corvettes wurde er in den frühen 1960er Jahren zum AC-Cobra-Fahrer. Legendär wurde der „Shootout“ zwischen den Shelby-American-Cobras und den Werks-Corvettes beim SCCA-Rennen auf dem Lake Garnett Raceway 1963. Johnson gewann vor 60.000 Zuschauern in seinem privaten AC Cobra vor den Shelby-Wagen von Dave MacDonald und Ken Miles. Bester Corvette-Pilot war Dick Thompson als Vierter.
1967 startete er für das Chaparral-Team von Jim Hall bei den Sportwagen-Weltmeisterschaftsrennen in Daytona, Sebring und Le Mans. Alle drei Einsätze endeten mit einem Ausfall.
Nach dem Ende seiner Fahrerkarriere eröffnete er ein Catering-Unternehmen und war ein gern gesehener Gast bei AC-Cobra-Veranstaltungen.

## Statistik

### Le-Mans-Ergebnisse
| Jahr | Team                 | Fahrzeug             | Teamkollege    | Platzierung | Ausfallgrund         |
| ---- | -------------------- | -------------------- | -------------- | ----------- | -------------------- |
| 1965 | Shelby-American Inc. | Shelby Cobra Daytona | Tom Payne      | Ausfall     | Zylinderkopfdichtung |
| 1967 | Chaparral Cars       | Chaparral 2F         | Bruce Jennings | Ausfall     | Batterie             |

### Sebring-Ergebnisse
| Jahr | Team                 | Fahrzeug                   | Teamkollege    | Teamkollege   | Platzierung | Ausfallgrund    |
| ---- | -------------------- | -------------------------- | -------------- | ------------- | ----------- | --------------- |
| 1962 | Ronnie Kaplan        | Chevrolet Corvette         | Rodger Ward    |               | Ausfall     | Aufhängung      |
| 1964 | Shelby American Inc. | Shelby Cobra Roadster      | Dan Gurney     |               | Ausfall     | Unfall          |
| 1965 | Shelby-American Inc. | Shelby Cobra Daytona Coupe | Tom Payne      |               | Rang 7      |                 |
| 1967 | Chaparral Cars       | Chaparral 2D               | Bruce Jennings |               | Ausfall     | Zündungsschaden |
| 1968 | Roger Penske Racing  | Chevrolet Camaro           | Craig Fisher   | Joe Welch     | Rang 4      |                 |
| 1970 | Doug Bergen Racing   | Chevrolet Corvette         | Robert Johnson | Jim Greendyke | Rang 11     |                 |

### Einzelergebnisse in der Sportwagen-Weltmeisterschaft
| Saison | Team                           | Rennwagen                           | 1   | 2   | 3   | 4   | 5   | 6   | 7   | 8   | 9   | 10  | 11  | 12  | 13  | 14  | 15  | 16  | 17  | 18  | 19  | 20  | 21  | 22  |
| ------ | ------------------------------ | ----------------------------------- | --- | --- | --- | --- | --- | --- | --- | --- | --- | --- | --- | --- | --- | --- | --- | --- | --- | --- | --- | --- | --- | --- |
| 1962   | Ronnie Kaplan                  | Chevrolet Corvette                  | DAY | SEB | SEB | MAI | TAR | BER | NÜR | LEM | TAV | CCA | RTT | NÜR | BRI | BRI | PAR |     |     |     |     |     |     |     |
| 1962   | Ronnie Kaplan                  | Chevrolet Corvette                  | DNF |     | DNF |     |     |     |     |     |     |     |     |     |     |     |     |     |     |     |     |     |     |     |
| 1963   | Nickey Chevrolet Bob Johnson   | Chevrolet Corvette Shelby Cobra     | DAY | SEB | SEB | TAR | SPA | MAI | NÜR | CON | ROS | LEM | MON | WIS | TAV | FRE | CCE | RTT | OVI | NÜR | MON | MON | TDF | BRI |
| 1963   | Nickey Chevrolet Bob Johnson   | Chevrolet Corvette Shelby Cobra     | DNF |     |     |     |     |     |     |     |     |     |     |     |     |     |     |     |     |     |     |     |     | DNF |
| 1964   | Shelby American Inc.           | Shelby Cobra                        | DAY | SEB | TAR | MON | SPA | CON | NÜR | ROS | LEM | REI | FRE | CCE | RTT | SIM | NÜR | MON | TDF | BRI | BRI | PAR |     |     |
| 1964   | Shelby American Inc.           | Shelby Cobra                        | 4   | DNF |     |     |     |     |     |     |     |     |     |     |     |     |     |     |     |     | 7   |     |     |     |
| 1965   | Shelby American Inc.           | Shelby Daytona AC Cobra             | DAY | SEB | BOL | MON | MON | RTT | TAR | SPA | NÜR | MUG | ROS | LEM | REI | BOZ | FRE | CCE | OVI | NÜR | BRI | BRI |     |     |
| 1965   | Shelby American Inc.           | Shelby Daytona AC Cobra             | 2   | 7   |     |     |     |     |     |     |     |     |     | DNF |     |     |     |     |     |     |     |     | 5   |     |
| 1966   | Dan Gerber                     | Shelby Cobra                        | DAY | SEB | MON | TAR | SPA | NÜR | LEM | MUG | CCE | HOK | SIM | NÜR | ZEL |     |     |     |     |     |     |     |     |     |
| 1966   | Dan Gerber                     | Shelby Cobra                        | DNF |     |     |     |     |     |     |     |     |     |     |     |     |     |     |     |     |     |     |     |     |     |
| 1967   | Chaparral Cars                 | Chaparral 2D Chaparral 2F           | DAY | SEB | MON | SPA | TAR | NÜR | LEM | HOK | MUG | BRH | CCE | ZEL | OVI | NÜR |     |     |     |     |     |     |     |     |
| 1967   | Chaparral Cars                 | Chaparral 2D Chaparral 2F           | DNF | DNF |     |     |     |     | DNF |     |     |     |     |     |     |     |     |     |     |     |     |     |     |     |
| 1968   | Team Penske Robert Johnson     | Chevrolet Camaro Chevrolet Corvette | DAY | SEB | BRH | MON | TAR | NÜR | SPA | WAT | ZEL | LEM |     |     |     |     |     |     |     |     |     |     |     |     |
| 1968   | Team Penske Robert Johnson     | Chevrolet Camaro Chevrolet Corvette | 12  | 4   |     |     |     |     |     | 11  |     |     |     |     |     |     |     |     |     |     |     |     |     |     |
| 1970   | Forma Scientific Berger Racing | Chevrolet Corvette                  | DAY | SEB | BRH | MON | TAR | SPA | NÜR | LEM | WAT | ZEL |     |     |     |     |     |     |     |     |     |     |     |     |
| 1970   | Forma Scientific Berger Racing | Chevrolet Corvette                  | DNF | 11  |     |     |     |     |     |     |     |     |     |     |     |     |     |     |     |     |     |     |     |     |